# Glena demissa
Glena demissa là một loài bướm đêm trong họ Geometridae.